# Proculo Verginio Tricosto Rutilo
Proculo Verginio Tricosto Rutilo, in latino Proculus Verginius Tricostus Rutilus (fl. V secolo a.C.), è stato un politico e militare romano del V secolo a.C.

## Biografia
Proculo Verginio apparteneva al ramo Tricosto della nobile gens Verginia, un'antica gens patrizia dell'antica Roma. Era il padre di Tito Verginio Tricosto Rutilo, console nel 479 a.C. e di Aulo Verginio Tricosto Rutilo console nel 476 a.C.
Proculo Verginio venne eletto console nel 486 a.C. insieme a Spurio Cassio Vecellino, che era al suo terzo mandato.
Durante il suo consolato fu alla testa dell'esercito in guerra contro gli Equi, che si erano rifugiati nelle loro città fortificate, ne devastò le terre senza incontrare resistenza e ritornò infine in patria.
Nel frattempo il collega Spurio Cassio, sconfitti gli Ernici, con un trattato annesse a Roma i due terzi del loro territorio e propose di distribuirlo, insieme a parte delle terre demaniali detenute abusivamente dalla gente patrizia, ai Latini e ai plebei.
Proculo Verginio fu uno dei più forti oppositori alla proposte di legge del collega console Cassio, la lex Cassia agraria, per la quale le terre del demanio pubblico di Roma, andassero divise tra i cittadini di Roma, e quelli degli alleati Latini ed Ernici.
Proculo Verginio fu il console che consacrò il tempio della Fortuna Muliebre, eretto a ricordo della delegazione di donne che convinse Coriolano a desistere dalla guerra contro Roma.